# ويلتون فيليبي
ويلتون فيليبي (بالبرتغالية: Welton Felipe‏) هو لاعب كرة قدم برازيلي في مركز الدفاع، ولد في 15 يونيو 1986 في بيلو هوريزونتي في البرازيل. لعب مع أتلتيكو غويانيينسي وأتلتيكو مينيرو ونادي أفاي ونادي بوا إيسبورت ونادي تشانغتشون ياتاي ونادي فيتوريا إي إس ونادي ميراسول.